# Gődér Brigitta
Gődér Brigitta (Margitta, 1992. május 6. –) román női válogatott labdarúgó. A FTC-Telekom játékosa.

## Pályafutása

### Klubcsapatokban
A Motorulnál kezdte karrierjét és három szezont töltött a nagyváradi csapatnál, mielőtt 2010 nyarán az akkor aktuális bajnok, az FCM Târgu Mureș szerződtette volna. Hat szezonon keresztül szerepelt a védelem tengelyében, de a marosvásárhelyi klubbal mindössze egy kupagyőzelmet sikerült elérnie.
2016-ban az ETO FC Győr keretéhez igazolt, ahol gyorsan alapemberré vált, majd 2018-tól csapatkapitányként számítottak rá.
2020. július 1-én a Haladás-Viktória hivatalos oldalán jelentette be egyéves szerződtetését.

### A válogatottban
2016. június 2-án Albánia ellen mutatkozott be a nemzeti csapatban egy Eb-selejtező mérkőzésen.
2019-ben tagja volt a Török-kupán ezüstérmet szerzett együttesnek.

## Sikerei, díjai

### Klubcsapatokban
Román kupagyőztes (1):
- FCM Târgu Mureş (1): 2016

## Statisztikái

### A válogatottban
2019. november 12-vel bezárólag
| Válogatott | Szezon   | Mérk. | Gól |
| ---------- | -------- | ----- | --- |
| Románia    | 2016     | 1     | 0   |
| Románia    | 2017     | 4     | 0   |
| Románia    | 2018     | 3     | 0   |
| Románia    | 2019     | 4     | 0   |
| Összesen   | Összesen | 12    | 0   |